# Društvo za istraživanje trostrukog logora Jasenovac
Društvo za istraživanje trostrukog logora Jasenovac je udruga koju je osnovao krug intelektualaca zainteresiranih za preispitivanje verzije povijesti Koncentracijskog logora Jasenovac kakvu kao službenu promovira Javna ustanova Spomen područje Jasenovac. Pod tim nazivom djeluje (travanj 2015. godine) mrežni servis koji promovira stajališta pripadnika inicijative za osnivanje udruge i nastoji dati pregled članaka koji dovode u pitanje službenu verziju povijesti Koncentracijskog logora Jasenovac.

## O udruzi
Na čelu udruge su predsjednik Igor Vukić i dopredsjednik Mate Rupić, koji su izabrani na 5. skupštini društva održanoj 27. prosinca 2018. godine. Tajnik društva je Ante Periša.
Inicijatori iznose: “Do 1990. godine službeni broj žrtava jasenovačkog logora bio je 700.000. U taj se broj, pod prijetnjom zatvorske kazne, nije smjelo javno sumnjati. Sada u hrvatskoj javnosti prevladava tvrdnja da je u logoru ubijeno oko 80.000 ljudi.“ Inicijatori smatraju “da je i to višestruko preuveličan broj“, te su uvjereni: “Stalno je u logoru bilo oko 2.000 zatočenika, dok je kroz njega prošlo još nekoliko tisuća osoba. Logor je bio i sabirni centar za ratne zarobljenike i Židove koji su transportirani u njemačke logore. Zatočenici su imali zdravstvenu zaštitu, a mogli su od kuće primati pakete s hranom i lijekovima. Nakon isteka kazne, puštani su kućama (osim Židova). U nekoliko amnestija, iz logora je i prije kraja određene kazne pušteno na slobodu više od 1.600 zatočenika. Članovi društva uvjereni su da bi sveobuhvatno istraživanje potvrdilo ocjenu da je to bio radni i sabirni logor, kako mu je glasio i službeni naziv, u koji zatočenici nisu dovođeni s namjerom da bi bili ubijani“. 
Također iznose kako “postoje svjedočanstva da je logor nastavio s radom i nakon 1945., a zatočenici su bili protivnici komunističkog režima i pobornici Staljinovog Informbiroa. Odatle i pridjev 'trostruki'“. 
Članovi inicijative su do sada objavili više tekstova o pitanju Koncentracijskog logora Jasenovac, te naglašavaju kako „ni jedno od tih djela nije u Hrvatskoj zabranjeno, niti je protiv autora pokrenut bilo kakav postupak za eventualno kršenje zakona.“
Osnivačka skupština Društva održana je u Zagrebu 6. lipnja 2014. godine. Za prvoga predsjednika društva izabran je Stjepan Razum, a za tajnika Igor Vukić. Nadležni Gradski ured za gradsku upravu odbio je registrirati novu udrugu, te su se osnivači žalili Ministarstvu uprave Republike Hrvatske. Nakon dulje pravne procedure, upisano je naposljetku Društvo za istraživanje trostrukog logora Jasenovac u Registar udruga Republike Hrvatske s danom 28. travnjem 2015. godine.

## Djelovanje
2015. godine Društvo objavljuje knjigu  ‘Jasenovački logori - istraživanja’ autora Vladimira Horvata, Igora Vukića te Stipe Pilića i Blanke Matković.
Članovi udruge pojedinačno rade na istraživanju teme kojom se bavi Društvo, tako Igor Vukić u rujnu 2018. godine piše o djeci koja su u Matici umrlih Pravoslavne općine u Zagrebu registrirana kao umrla od bolesti u zagrebačkim bolnicama, ali se svejedno mogu naći na popisu pobijenih u Jasenovcu, kojega vodi JUSP Jasenovac.

## Kritike
Povjesničar Vladimir Geiger je kritizirao članove društva i autore njihovih knjiga, pišući kako je od početka 2000-ih uslijedio "nastup pojedinaca i skupina koji uporno zastupaju svoje osebujno manirističko viđenje NDH i logora Jasenovac te ustraju u tome da broj žrtava logora Jasenovac...ne može biti veći od četveroznamenkastog. ...Najsustavnije poricanje i(li) znatno umanjivanje ustaških zločina počinjenih u logoru Jasenovac zastupljeno je ponajprije u javnim istupima i pisanjima povjesničara i povjesničara-amatera Mladena Ivezića, Vladimira Mrkocija, Vladimira Horvata, Stipe Pilića, Blanke Matković, Igora Vukića, Josipa Pečarića, Stjepana Razuma i Romana Leljaka."
U lipnju 2018. godine, kustosica JUSP Jasenovac Andrijana Benčić govori o navodima o postojanju poslijeratnog komunističkog logora na području Jasenovca kao o "provokacijama", te  - ne spominjući izrijekom Društvo za istraživanje trostrukog logora Jasenovac - iznosi da bi trebalo početi protiv "revizionista" primjenjivati zakonske sankcije predviđene za negatore holokausta i genocida. Pri tome kustosica Benčić iznosi svoju ocjenu o tematici preuveličavanja žrtava Jasenovca, kojim se Društvo za istraživanje trostrukog logora Jasenovac bavi: "Nije tajna da se brojka od 500 do 700 tisuća žrtava Jasenovca napuhivala zbog dobivanja većih ratnih reparacija od Njemačke. Međutim, u to vrijeme ta brojka nije imala ratnohuškačku i propagandnu ulogu, koju je imala kasnije, 1980-ih godina. Ona je u vrijeme nastanka memorijala 1960-ih i 1970-ih imala ulogu koja je zapravo zbližavala ljude koji su u Jasenovcu i drugdje u NDH imali golema stradanja."

## Predsjednici društva
- Stjepan Razum (2014. – 2018.)
- Igor Vukić (2018. - )

## Vanjske poveznice
- Mrežne stranice "Društvo za istraživanje trostrukog logora Jasenovac"